# Nod (botanik)
En nod är en punkt på en växts stam eller stjälk som det utgår blad från. Om stammen på denna punkt tydligt ändrar riktning kallas noden också för led. En sådan led som är tjockare och/eller hårdare än resten av stammen kallas för ledknut. Stammen mellan två leder kallas för ledstycke. Stammen mellan två noder kallas internod. Ibland används de två termerna synonymt.

Principen för nod och internod.
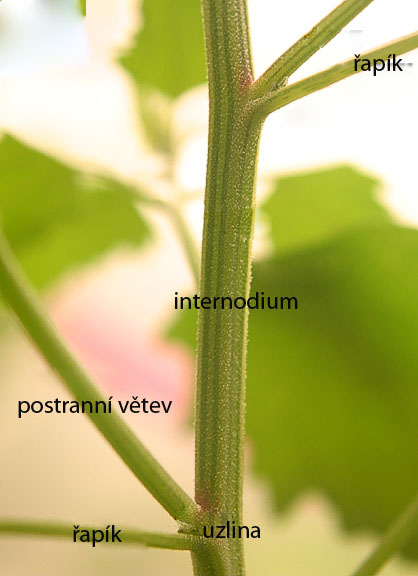
Nod och internod.
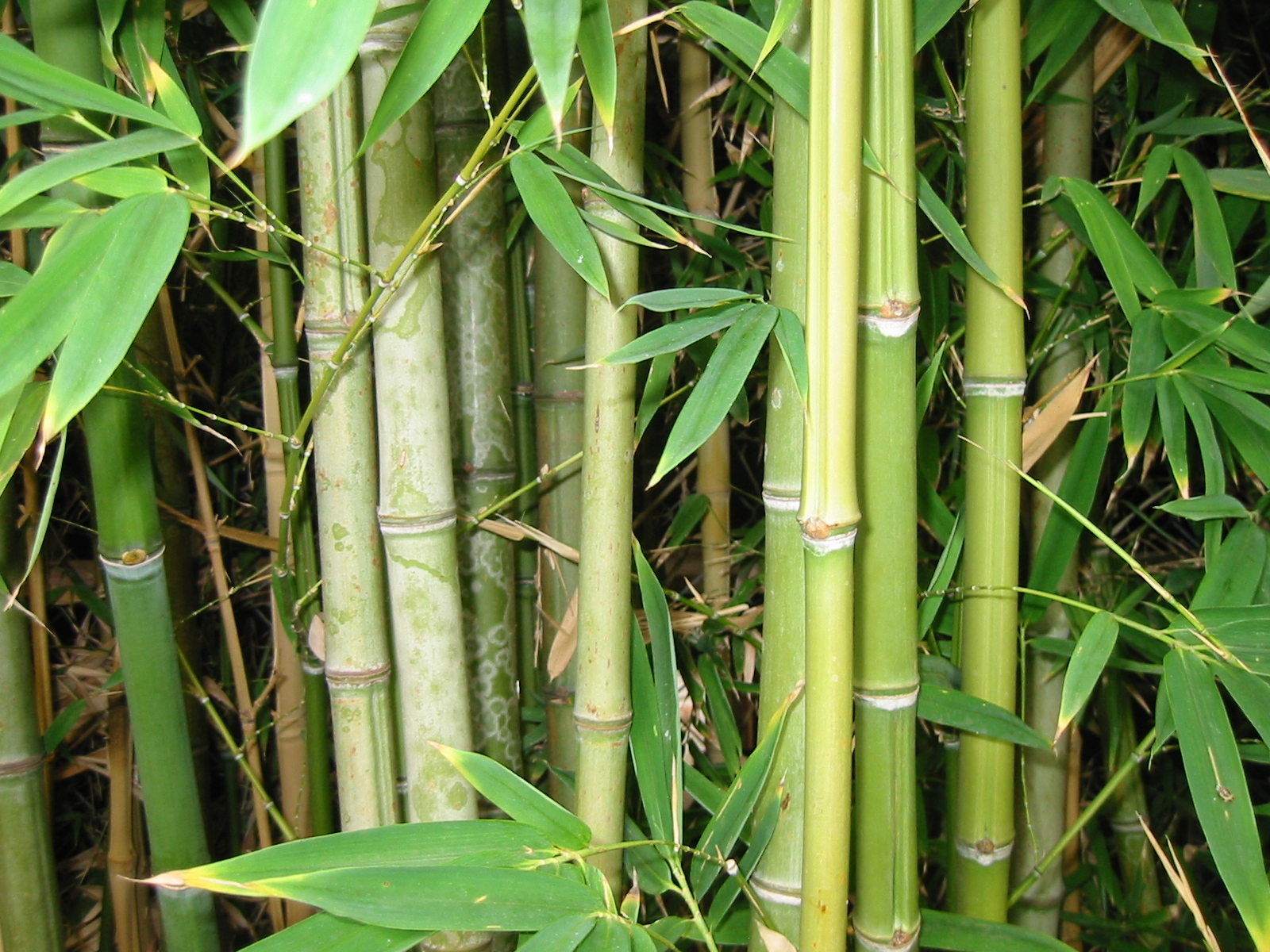
Noder hos bambu.
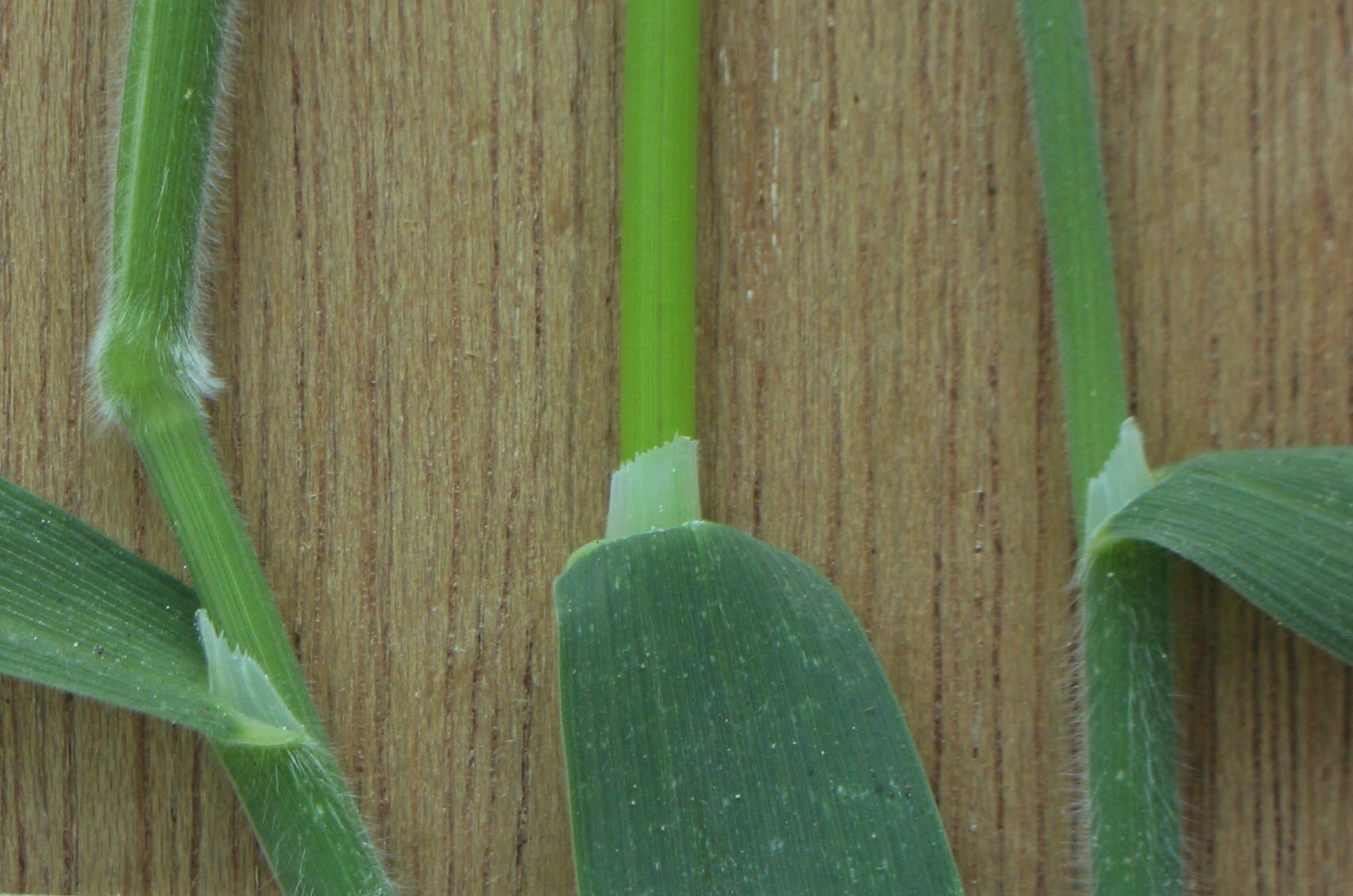
Hårig ledknut hos Holcus mollis.

Utöver de grundläggande egenskaperna som nämns ovan, är varje växtnod en komplex struktur med flera viktiga komponenter som spelar avgörande roller i växtens livscykel. Här följer en närmare titt på några av dessa komponenter:
- Axillärknopp: En vilande knopp i noden med potential att utvecklas till en ny stam, blomma eller gren, vilket är central för växtens förmåga att förgrena sig.
- Rotfäste: Växtnoder är platsen där rötter har möjlighet att börja utvecklas. Detta beror på närvaron av växtens tillväxthormoner, särskilt auxiner, som främjar rotbildning och tillväxt.

Dessa komponenter spelar en nyckelroll i växtens överlevnad och tillväxt genom att möjliggöra olika fysiologiska processer. Noderna har också olika funktioner som är avgörande för växtens anpassning till dess omgivning och för dess reproduktiva framgång. Här är några av dessa funktioner:
- Bladposition: Noderna bestämmer bladens placering på stammen för optimal exponering för solljus och fotosyntes.
- Grenbildning: Axillärknopparna möjliggör utveckling av nya grenar, skapar en komplex och förgrenad växtstruktur.
- Närings- och vattenledning: Noderna fungerar som knutpunkter för kärlsystemet, vilket transporterar vatten, näringsämnen och andra substanser för jämn resursfördelning.
- Reproduktion: Noder är platser för blomning och fruktutveckling, avgörande för växtens reproduktiva framgång och överlevnad.

Det är viktigt att notera att växtnoder varierar både mellan olika växtarter och inom samma art. Ett exempel på en växt med distinkta nodstrukturer är bambu, där noderna skapar karakteristiska leder som ger styrka och flexibilitet för överlevnad i olika miljöer.